# Muhammad Sidki Ajjasz
Muhammad Sidki Ajjasz (arab. ‏محمد صدقي عياش‎, ur. 1925, zm. 2000) – bahrajński pisarz, autor słów do hymnu Bahrajnu.
Ajjasz jest autorem słów do Bahrajnuna, narodowego hymnu Bahrajnu, który został przyjęty po ogłoszeniu niepodległości 15 sierpnia 1971 roku. W 2002 roku zmodyfikowano słowa hymnu dotyczące władcy. Bahrajn w wyniku zmian konstytucyjnych stał się królestwem (wcześniej był to emirat).